# Rivolta dei cavalieri
La Rivolta dei Cavalieri (autunno 1522 - 7 maggio 1523) fu una rivolta di un gruppo di cavalieri tedeschi protestanti, guidati da Franz von Sickingen, contro la Chiesa Cattolica Romana e l'Imperatore del Sacro Romano Impero. La rivolta ebbe vita breve, ma avrebbe ispirato la sanguinosa Guerra dei contadini tedeschi, dal 1524-1526.

## Contesto
Nel tardo Medioevo, i cavalieri imperiali vivevano in una condizione di costante declino. L'invasione del commercio e dell'industria dominanti nelle città sull'agricoltura tradizionale, combinata con l'aumento dei tassi di interesse e il calo dei valori dei terreni, danneggiò finanziariamente i cavalieri, mentre le sempre più ricche città del Sacro Romano Impero erano diventate abbastanza potenti da sole. Il crescente potere dell'alta nobiltà e dei principi, aiutato dall'introduzione del diritto romano che stava spazzando via il precedente diritto comune, colpì il potere politico dei cavalieri. Inoltre, la loro importanza nel combattimento stava diminuendo con l'avanzare della tecnologia e della tattica militare. I mercenari Lanzichenecchi erano ora l'elemento base della guerra e l'importanza dell'abilità personale e del coraggio in guerra era ormai molto ridotta.
I cavalieri si rifiutavano di cooperare con l'alta nobiltà per ottenere il potere delle città, o di cooperare con le città contro i principi. Anche se i cavalieri avessero tentato di lavorare con le città o con l'alta nobiltà per realizzare la riforma, è estremamente improbabile che l'alta nobiltà avrebbe risposto favorevolmente.
Le condizioni in Germania non erano come le condizioni in Inghilterra, dove la Guerra delle due Rose (1455-1485), che portò al trono Enrico VII, aveva segnato la fine dell'aristocrazia feudale. Prima del regno di Enrico VII, l'aristocrazia feudale aveva mano libera nel governare l'Inghilterra. Sul trono, Enrico VII cercò di rafforzare e centralizzare il suo governo, operazione che avrebbe richiesto ingenti fondi. Quando i suoi predecessori sul trono inglese avevano tentato di raccogliere finanziamenti aggiuntivi, cercavano di ottenerli ottenendo altre terre per la corona. Sotto il sistema feudale, più terra si traduceva in maggiori entrate. Tuttavia, Enrico VII si rese conto che un modo più efficiente per raccogliere fondi per il suo governo era quello di tassare il reddito della nascente classe di mercanti, specialmente quelli nel commercio di lana e tessuti di lana. In effetti, da "buon uomo d'affari" e da politico, Enrico VII era consapevole che "arricchire i commercianti significava arricchirsi attraverso maggiori entrate da dazi doganali". Allo stesso tempo, Enrico VII avrebbe "vinto la gratitudine delle classi imprenditoriali". Fu questo meccanismo che indebolì e infine portò alla sua fine il sistema feudale in Inghilterra.
In Germania, tuttavia, non esistevano le stesse condizioni. Non c'era un governo centrale forte in Germania per riscuotere i dazi doganali sul commercio. Invece, i proventi del commercio andavano direttamente ai feudatari situati nei vari principati e feudi in tutta la Germania. Con la Germania divisa in un mosaico di piccoli regni e feudi, il potere governativo era saldamente sotto il controllo dei signori locali. Per realizzare le riforme che volevano, i cavalieri avevano bisogno del sostegno unito sia delle città che dei contadini. Tuttavia, questo sostegno unito si è rivelato sfuggente. I contadini diffidavano dei cavalieri quasi quanto l'alta nobiltà. Solo un piano che includesse una totale abolizione della servitù e dei privilegi della nobiltà poteva indurre i contadini a unirsi ai cavalieri nella lotta per la riforma.
Nel Reichstag del 1495, le città imperiali presentarono un atto di protesta, contenente diversi punti, che indicava la loro mancanza di effettiva rappresentanza nel Reichstag. Tuttavia, l'unica parte della legge che fu effettivamente approvata fu il divieto di guerra privata. Anche allora, i principi si assicurarono che il divieto si applicasse solo ai cavalieri e specificamente esentasse qualsiasi guerra privata in cui i principi potessero impegnarsi. Ciò privò dei cavalieri di una delle loro principali fonti di guadagno e orgoglio. La principale fonte di reddito per i cavalieri era stata catturare e detenere città e principi per ottenere un riscatto.

## L'"Unione fraterna dei cavalieri"
Franz von Sickingen, spesso chiamato "l'ultimo cavaliere", ha vissuto la maggior parte della sua vita lungo il Reno. Dopo aver trascorso del tempo al servizio dell'imperatore Massimiliano contro Venezia, trascorse molti anni a terrorizzare città e principi lungo il Reno, attività che lo rese un uomo molto ricco. Quando ebbe luogo l'elezione del 1519, accettò pesanti tangenti da Francesco I di Francia, ma condusse infine le sue truppe a Francoforte dove la presenza dei suoi contingenti contribuì a garantire la vittoria di Carlo V. Dopo questo, Von Sickingen organizzò un'invasione della Piccardia francese per Carlo.

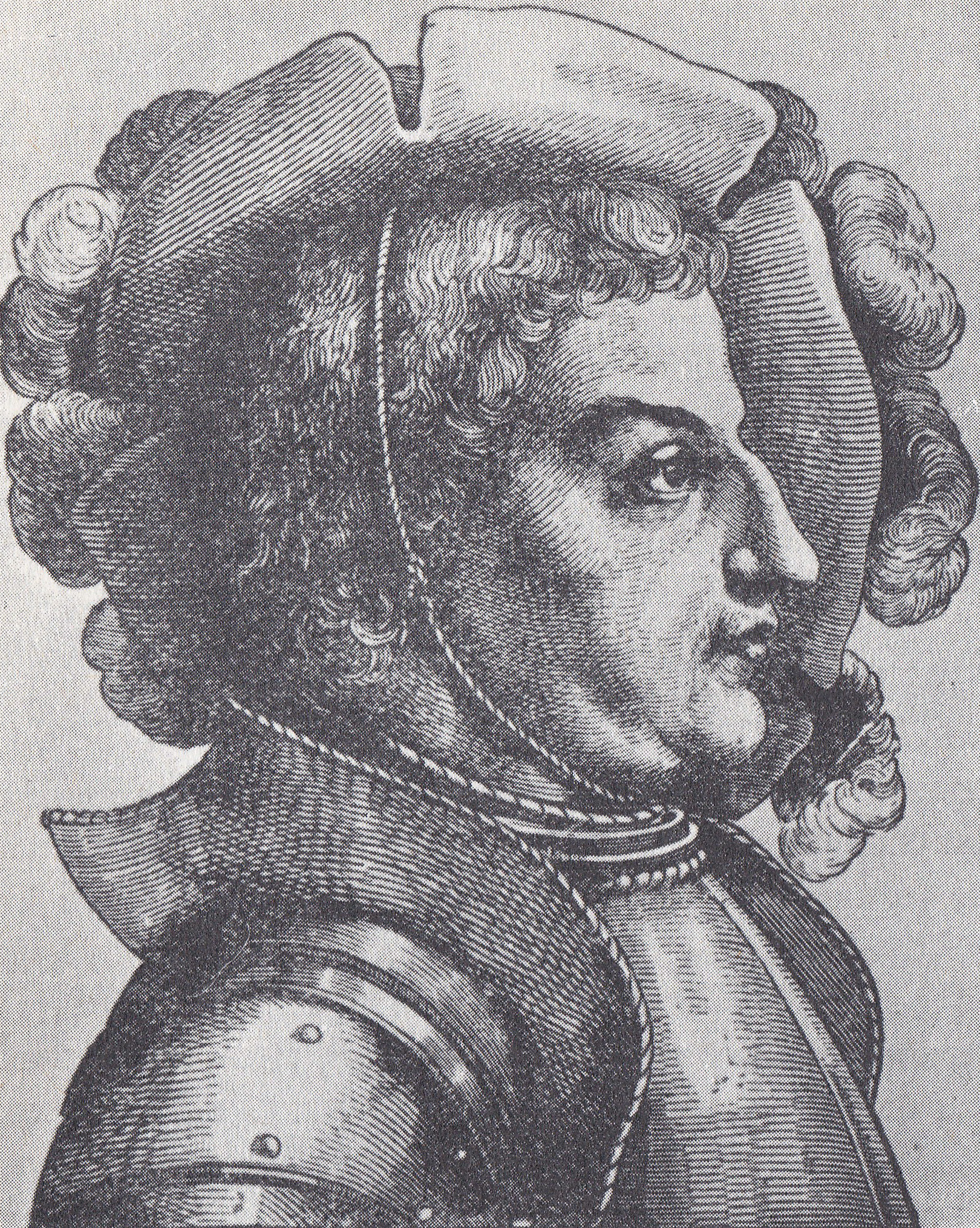
Il capobanda dei cavalieri: Franz von Sickingen

Sickingen conobbe Ulrich von Hutten, un cavaliere umanista. Insieme, Hutten e Sickingen idearono una serie di riforme che proponevano l'abolizione di tutti i principati indipendenti, l'unificazione di tutte le terre di lingua tedesca sotto un governo nazionale, la secolarizzazione di tutti i principati, la requisizione delle proprietà della chiesa e l'istituzione di una "democrazia dei nobili" guidata da un monarca. Hutten e Sickingen speravano che questo programma sarebbe stato sufficiente per incoraggiare i contadini ad unirsi con entusiasmo ai cavalieri nel portare avanti la riforma.
Sotto l'influenza di Hutten, il castello di Ebernburg di Sickingen divenne un centro del pensiero umanista rinascimentale e in seguito luterano, pubblicando molti opuscoli. Sickingen aiutò Johann Reuchlin a fuggire dai domenicani di Colonia e ospitò altri riformatori come Martin Bucer e Giovanni Ecolampadio. Offrì persino rifugio a Martin Lutero dopo la Dieta di Worms, ma egli scelse di rimanere con Federico di Sassonia.
Nel 1522, mentre l'imperatore era in Spagna, Sickingen convocò una "Riunione fraterna" dei cavalieri". La Convenzione lo elesse come leader e decise di prendere con la forza ciò che i cavalieri non erano stati in grado di ottenere attraverso la loro scarsa rappresentanza al Reichstag. Il bersaglio scelto dai cavalieri per dare inizio alla loro rivolta fu Richard von Greiffenklau zu Vollrads, arcivescovo di Treviri, convinto oppositore di Lutero e dei suoi sostenitori. La scusa usata per l'attacco fu un riscatto non pagato da due consiglieri comunali a un altro cavaliere che li aveva catturati alcuni anni prima. La dichiarazione di guerra di Sickingen era piena di retorica religiosa pensata per incoraggiare la gente della città ad arrendersi e rovesciare il loro arcivescovo, risparmiando così ai cavalieri il disturbo di un assedio.

## La campagna contro Treviri
Sickingen raccolse un esercito in parte da solo e in parte con l'aiuto dei cavalieri vicini, ordinando poi ai suoi soldati di sventolare la bandiera imperiale e affermando di agire per conto dell'Imperatore. Tuttavia, la Dieta Imperiale di Norimberga, che fungeva da reggente durante l'assenza di Carlo V, non era d'accordo e ordinò a Sickingen di interrompere la sua campagna sotto la minaccia di un divieto imperiale. La campagna è stata lanciata in autunno, il che indica che Sickingen non aveva intenzione di proseguire quell'anno.
Tuttavia, Sickingen ignorò la Dieta e proseguì verso Treviri. Sfortunatamente per lui, la gente della città non si ribellò contro Von Greiffenklau, il quale si dimostrò un abile soldato. Inoltre, il conte palatino e il Langravio d'Assia vennero in aiuto di Von Greiffenklau, e dopo sette giorni di assedio, inclusi cinque tentativi di assalto, Sickingen rimase senza polvere da sparo e si ritirò a Ebernburg. Nel frattempo, il Consiglio imperiale della reggenza gli impose il divieto dell'Impero.

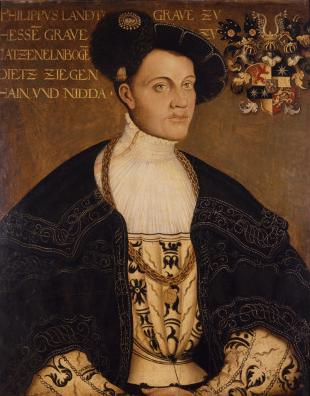
Il capo dei suoi oppositori: Filippo I d'Assia

Durante il suo ritiro, i suoi detrattori affermarono che avesse saccheggiato l'intera campagna, inclusa la città di Kaiserslautern. I suoi sostenitori, tuttavia, sostenevano di aver razziato solo chiese e monasteri cattolici.

## La sconfitta
Sickingen lasciò Ebernberg per trascorrere l'inverno nel suo castello di Landstuhl, che di recente aveva subito ampie riparazioni, dove sperava di portare avanti la lotta. Il castello di Sickingen a Landstuhl era considerato uno delle fortezze meglio difese Germania. Sickingen si sentiva al sicuro a Landstuhl, mentre Hutten fuggì in Svizzera e con altri emissari iniziò a cercare supporto per una nuova campagna militare per l'anno successivo.
Quando Ludovico del Palatinato, Filippo d'Assia e Riccardo di Treviri assediarono il suo castello a Landstuhl, Sickingen si aspettava che sarebbe durato almeno quattro mesi, entro i quali sarebbero arrivati i rinforzi per salvarlo. Tuttavia, aveva sottovalutato la potenza delle nuove armi di artiglieria, e nel giro di una settimana le sue difese erano in rovina e lui stesso aveva ricevuto una ferita molto grave. Il 7 maggio 1523 si arrese ai tre principi e morì per le ferite.
Con la sua morte, morì anche il cavalierato come forza significativa in Germania. Hutten sopravvisse solo pochi mesi in più rispetto a Sickingen, incontrando prima il riformatore Ulrico Zwingli a Zurigo, prima di morire di sifilide in un monastero svizzero.

## Successivi sviluppi
I castelli dei principali sostenitori della rivolta furono confiscati e i cavalieri erano ora generalmente in bancarotta a causa dell'incapacità di cambiare la loro situazione di fronte all'aumento dell'inflazione, al declino dell'agricoltura tradizionale, all'aumento delle richieste dei principi e all'incapacità di vivere di saccheggi "legali". L'arcivescovo di Magonza fu persino multato per la sua sospetta complicità nel complotto.
La maggior parte dei cavalieri da allora in poi visse come piccoli padroni feudali, guadagnandosi da vivere tassando duramente i loro contadini. Non godevano di una vera e propria indipendenza, e quelli che si elevarono al di sopra del loro status lo fecero agendo come responsabili competenti, sacerdoti e generali per i principi. Alcuni, come Florian Geyer, rifiutarono di arrendersi e alcuni anni dopo aiutarono i contadini nella loro ribellione. Il diffuso rifiuto di pagare la decima della chiesa durante la rivolta si estese successivamente alle classi contadine e le spinse a rifiutarsi di pagare la decima che fu uno dei fattori che portarono alla rivolta dei contadini.